# Serie geométrica

Cada uno de los cuadrados púrpuras tiene 1/4 del área del cuadrado anterior más grande (1/2 × 1/2 = 1/4, 1/4 × 1/4 = 1/16, etc.). La suma de las áreas de los cuadrados púrpuras es 1/3 del área de todo el cuadrado grande.

En matemáticas, una serie geométrica es la suma de un número infinito de términos que tiene una razón constante entre sus términos sucesivos. Por ejemplo, la serie 
{\displaystyle {\frac {1}{2}}+{\frac {1}{4}}+{\frac {1}{8}}+{\frac {1}{16}}+\cdots }
es geométrica porque cada término sucesivo se obtiene al multiplicar el anterior por {\displaystyle 1/2}.
En general, una serie geométrica es escrita como
{\displaystyle a+ar+ar^{2}+ar^{3}+\cdots }
donde {\displaystyle a} es el coeficiente de cada término y {\displaystyle r} es la razón entre cada término sucesivo.
Las series geométricas son las series infinitas más simples y pueden ser utilizadas como una introducción básica a las series de Taylor y series de Fourier. 

## Razón común
Los términos de una serie geométrica forman una progresión geométrica, es decir que la razón entre términos sucesivos permanece constante. 
El comportamiento de los términos depende de la razón común {\displaystyle r}:
- Si {\displaystyle |r|<1\ } los términos decrecen y se acercan a cero en el límite. En tal caso, la serie converge.
- Si {\displaystyle |r|>1\ } los términos de la serie se incrementan en magnitud. La suma de los términos también aumenta y la serie no tiene suma. La serie diverge.

## Suma

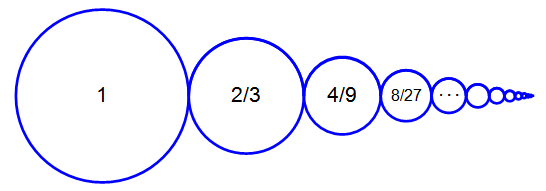
Ilustración de una suma autosimilar.

La suma de una serie geométrica será finita siempre y cuando los términos se aproximen a cero; a medida que se acercan al cero, las cantidades se vuelven insignificantemente pequeñas, permitiendo calcular la suma sin importar el hecho que la serie sea infinita. La suma puede ser obtenida utilizando las propiedades autosimilares de la serie.

### Fórmula
Para {\displaystyle r\neq 1}, la suma de los primeros {\displaystyle n+1} términos de una serie geométrica es:
{\displaystyle S_{n+1}=a+ar+ar^{2}+ar^{3}+\cdots +ar^{n}=\sum _{k=0}^{n}ar^{k}=a\left({\frac {1-r^{n+1}}{1-r}}\right)}
donde {\displaystyle r} es la razón común.  
Cuando {\displaystyle a=1} entonces la expresión anterior se reduce a  
{\displaystyle \sum _{k=0}^{n}r^{k}={\frac {1-r^{n+1}}{1-r}}}

#### Demostración
Sea 
{\displaystyle S_{n+1}=a+ar+ar^{2}+ar^{3}+\cdots +ar^{n}}
si multiplicamos ambos lados de la igualdad por {\displaystyle r} entonces
{\displaystyle rS_{n+1}=ar+ar^{2}+ar^{3}+\cdots +ar^{n}+ar^{n+1}}
realizando {\displaystyle S_{n+1}-rS_{n+1}}
{\displaystyle {\begin{array}{ccccccccc}a&+&ar&+&ar^{2}&+&ar^{3}&+&\cdots &+&ar^{n}\\&-&ar&-&ar^{2}&-&ar^{3}&-&\cdots &-&ar^{n}&-&ar^{n+1}\\\hline a&&&&&&&&&&&-&ar^{n+1}\end{array}}}
por lo que
{\displaystyle {\begin{aligned}S_{n+1}-rS_{n+1}&=a-ar^{n+1}\\S_{n+1}(1-r)&=a\left(1-r^{n+1}\right)\end{aligned}}}
como {\displaystyle r\neq 1} entonces
{\displaystyle S_{n+1}=a\left({\frac {1-r^{n+1}}{1-r}}\right).}
De esta manera:
{\displaystyle S_{n}=a\left({\frac {1-r^{n}}{1-r}}\right).}

### Ejemplo
Dada la serie 
{\displaystyle s=1+{\frac {1}{2}}+{\frac {1}{4}}+{\frac {1}{8}}+\cdots }
La razón es {\displaystyle r={\frac {1}{2}}} y el primer término es {\displaystyle a=1}, por lo que la suma de los primeros 10 términos de la serie (desde {\displaystyle n=0}, hasta {\displaystyle n=9}) es: 
{\displaystyle s_{10}=1\left({\frac {1-{\frac {1}{2}}^{10}}{1-{\frac {1}{2}}}}\right)={\frac {1-{\frac {1}{1024}}}{1-{\frac {1}{2}}}}={\frac {\frac {1023}{1024}}{\frac {1}{2}}}={\frac {2046}{1024}}={\frac {1023}{512}}=1.998046875}

## Convergencia
Sean {\displaystyle a,r\in \mathbb {R} } entonces la serie
{\displaystyle \sum _{k=0}^{\infty }ar^{k}}
converge y su suma es 
{\displaystyle {\frac {a}{1-r}}}
si {\displaystyle |r|<1}.

### Demostración
Notemos que 
{\displaystyle {\begin{aligned}\sum _{k=0}^{\infty }ar^{k}&=a+\sum _{k=1}^{\infty }ar^{k}\\&=a+r\sum _{k=0}^{\infty }ar^{k}\end{aligned}}}
despejando de la ecuación anterior {\textstyle \sum _{k\geq 0}ar^{k}} obtenemos 
{\displaystyle {\begin{aligned}\sum _{k=0}^{\infty }ar^{k}-r\sum _{k=0}^{\infty }ar^{k}&=a\\\sum _{k=0}^{\infty }ar^{k}(1-r)&=a\end{aligned}}}
como {\displaystyle r\neq 1} entonces
{\displaystyle \sum _{k=0}^{\infty }ar^{k}={\frac {a}{1-r}}}
En particular cuando {\displaystyle a=1}
{\displaystyle \sum _{k=0}^{\infty }r^{k}={\frac {1}{1-r}}}

### Ejemplo
Dada la serie: 
{\displaystyle {\begin{aligned}s&=1+{\frac {2}{3}}+{\frac {4}{9}}+{\frac {8}{27}}+\cdots \\&=\sum _{k=0}^{\infty }\left({\frac {2}{3}}\right)^{k}\end{aligned}}}
La razón de esta serie es {\textstyle r={\frac {2}{3}}<1}, por el resultado anterior
{\displaystyle s={\frac {1}{1-{\frac {2}{3}}}}={\frac {1}{\frac {1}{3}}}=3}
por lo que {\displaystyle s=3\ }.